# Hullámok ördöge
A Hullámok ördöge (eredeti cím: Surfer, Dude) 2008-ban megjelent vígjáték. A főszerepben Matthew McConaughey, a film rendezője S.R. Bindler.
A magyarországi DVD megjelenési dátuma: 2011. április 28.

## Cselekménye
|  | Alább a cselekmény részletei következnek! |

Steve Addington (Matthew McConaughey), a legendás szörfös visszatér világ körüli útjáról (a világ híres szörfös helyszíneit látogatta végig) Malibuba, ahonnan elindult.
Menedzsere (Woody Harrelson) semmi jóval nem biztatja, egyetlen pénzkereseti lehetősége van: egy valóságshow-ban kell részt vennie, ahol már van néhány szörfös, rengeteg topless lány, és csak egy szörfös játék kifejlesztésében kellene részt vennie. Steve azonnal nemet mond az ajánlatra. Azt mondja, ő csak egy szörfös, aki szörfözni akar. Otthagyja az elképedt topmenedzsert és a tengerpartra megy. Sajnos azonban nincsenek szörfözésre alkalmas hullámok. Steve várakozik, még arra is hajlandó, hogy lemondjon az állandó füvezésről és a szexuális életről, mert abban reménykedik, hogy ezzel az áldozattal elő tudja hívni a hullámokat.
Egy kunyhóba vonul vissza, ahol azonban utoléri a New Yorkból érkezett menedzser, Danni Martin (Alexie Gilmore), aki a kaland miatt jött ide. Átruccannak a közeli Mexikóba, abban a reményben, hogy ott lesznek hullámok. Steve itt is mindent megpróbál, de a hullámok nem akarnak jönni. Dannival viszont összejönnek. Itt találkoznak Steve nevelőapjával, aki szintén füvezik, és elmondja Danninak, hogy Steve-et már gyerekkorában is csak a szörfözés érdekelte. Mivel hullámok itt sem jönnek, ezért visszatérnek Malibuba. A hullámok már legalább egy hónapja nem jönnek.
Steve haverjait közben kilakoltatták, menedzserét letartóztatták. Hogy kiszabadítsa, Steve aláírja a szerződést, azonban rögtön ezután otthagyja a show-t, átmászik a falon és lemegy a partra, mert érzi, hogy megindultak a hullámok (a szerződése szerint nem hagyhatná el a házat).
Szörfözni kezdenek a haverjaival, akik követik a vízig. Időközben megérkezik Danni apja New Yorkból, megveszi a show-t és az eredeti topmenedzsert kirúgja (aki maga is szörfös volt valamikor).
A stáblista utáni zárójelenetben koreai üzletemberek egy csoportja kínál reklámszerződést Steve-nek. Csak annyit kell tennie, hogy a speciális deszkájukkal szörföznie kell, és ők ezt filmre veszik. Steve elindul a vízbe a deszkával, azonban az első hullámnál nem lovagolja meg a hullámot, és a deszka kettétörik.
|  | Itt a vége a cselekmény részletezésének! |

## Szereposztás
| Szerep             | Színész             | Magyar hang        |
| ------------------ | ------------------- | ------------------ |
| Steve Addington    | Matthew McConaughey | Viczián Ottó       |
| Jack Mayweather    | Woody Harrelson     | Stohl András       |
| Danni Martin       | Alexie Gilmore      | Kisfalvi Krisztina |
| Eddie Zarno        | Jeffrey Nordling    | Epres Attila       |
| Brillo Murphy      | Zachary Knighton    | Seszták Szabolcs   |
| Luanne             | Cassandra Hepburn   |                    |
| Vic Hayes          | Todd Stashwick      | Sótonyi Gábor      |
| Baker Smith        | Nathan Phillips     | Hamvas Dániel      |
| Lupe La Rosa       | Ramon Rodriguez     | Magyar Bálint      |
| Alister Greenbough | Scott Glenn         | Fehér Péter        |
| Mercer Martin      | John Terry          | Rosta Sándor       |
| Stacy              | Sarah Wright        | Molnár Ilona       |
| April-May          | K.D. Aubert         | Sági Tímea         |
| Farmer Bob         | Willie Nelson       | Csuha Lajos        |
| Technikai rendező  | Johnny Sneed        | Seder Gábor        |
| Margaret           | Nancy Fish          | Koffler Gizi       |
| Mr. Simons         | Nolan North         |                    |
| Johnny Doran       | Travis Fimmel       |                    |

## Zenei lista
- Star-Spangled Banner – előadó: Matthew McCanaughey és Blake Neely
- Mother – Xavier Rudd
- Chasing the Dream – Daniel Heath
- Thump it – Daniel Heath
- Too Far Away – Potent
- This is my Life – Psideralica
- Este Amor (karneváli változat) – Bermudez Triangle
- The High – Deep Sonic
- No Pants Requried – Nekal B.
- Too Tired to Quit – Nekal B.
- Hip Hop Misfits – Dirty Heads
- Coastline Journey – Mishka
- Virgin Lust – Higore
- Run and Play – Potent
- Come Let Go – Xavier Rudd
- Fuk It – Xavier Rudd
- 3rd Eye Vission – Mishka

## Fogadtatás
A Hullámok ördöge erős negatív fogadtatásra talált a mozipénztáraknál. Csak 69 moziban mutatták be egész Amerikában, összebevétele így rendkívül alacsony, 52 132 dollár volt.
A filmkritikusok véleményét összegző Rotten Tomatoes 0%-ot adott rá 18 vélemény alapján.

## Érdekesség

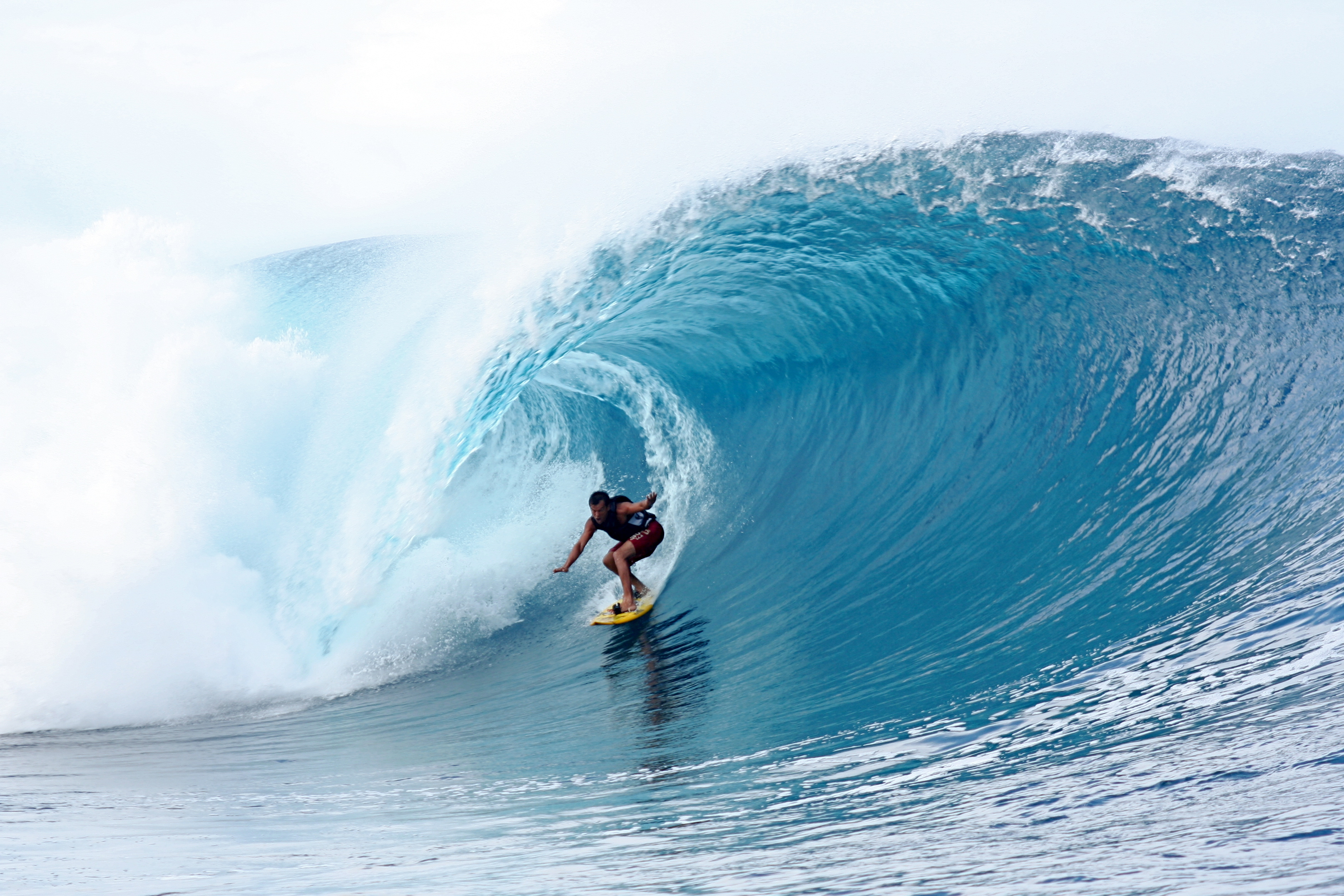
Szörfös Teahupoo (Tahiti) közelében
(a kép nem a filmből való)

A főszereplő Matthew McConaughey akkor gyakorolta be a szörfözést, amikor Ausztráliában a Bolondok aranya című filmet forgatták.
A történet elején egy reklámban elhangzik, hogy Steve, a főszereplő az előző fél évben a következő híres hullámlovas-helyeken szörfözött: 
- Teahupoo (Tahiti, Francia-Polinézia) – ezt a térképen tévesen Pápua Új-Guinea közelében ábrázolják
- Raglan, Új-Zéland
- J-Bay, Dél-Afrika (a hely neve Jeffrey's Bay)
- Mundaka, Spanyolország
- Friggits, Fidzsi-szigetek (kitalált vagy tévesen írt név)